# 約尼奇
50°11′59″N 23°37′25″E / 50.19972°N 23.62361°E
約尼奇（烏克蘭語：Йоничі），是烏克蘭西部的村莊，隸屬利維夫州的利維夫區。該村面積0.24平方公里，海拔高度249米，2001年人口147，人口密度每平方公里617.65人。